# Momos

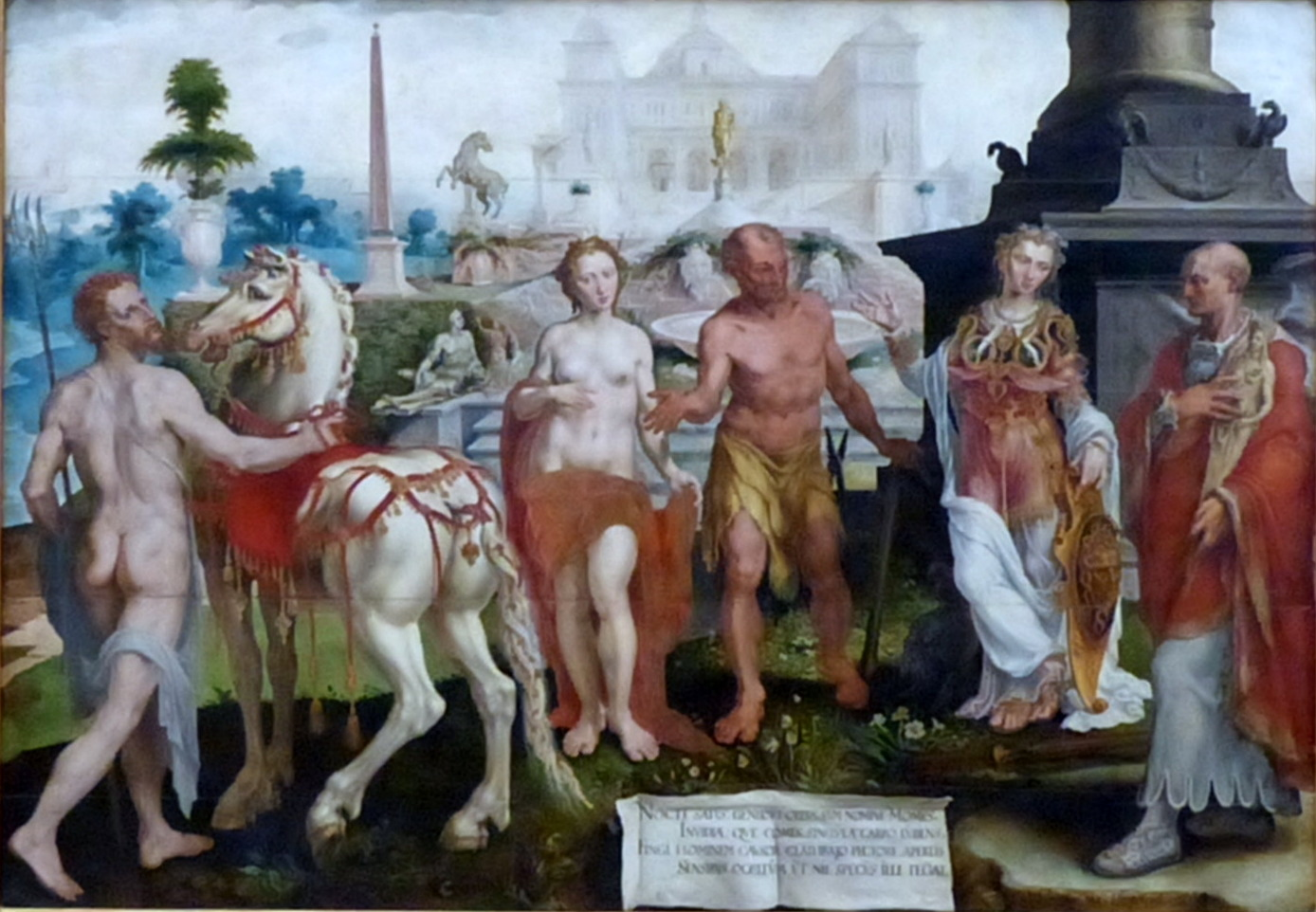
Maarten van Heemskerck: Momos tadelt die Werke der Götter. 1561. Von links: Poseidon, Aphrodite, Hephaistos, Pallas Athene, Momos mit Marotte

Momos (altgriechisch Μῶμος Mṓmos) ist gemäß der Theogonie Hesiods einer der vielen Söhne der Nyx und die Personifikation des Tadels und der Schmähsucht. Seine Entsprechung in der römischen Mythologie ist Querella.
Er gilt als Meister scharfzüngiger Kritik, der auch vor den Göttern nicht haltmachte. In den äsopschen Fabeln gibt es eine Schlüsselszene. „Zeus hatte den Stier geschaffen, Prometheus den Menschen und Athene das Haus, und nun verlangten sie von Momos sein Urteil. Der aber war neidisch auf die Schöpferkraft der andern und sagte: »Ihr habt es alle versehen. Zeus hätte dem Stier die Augen an die Hörner setzen sollen, damit er auch sieht, wohin er stößt. Prometheus hätte das Innere des Menschen nach außen kehren sollen, damit die Schurken nicht die andern betrügen können. Schließlich hätte Athene das Haus auf Räder stellen sollen, damit einer rasch weiterziehen kann, wenn er einen schlechten Nachbar hat.«“ Seine Mäkelei war so maßlos, dass sie auch vor den vermeintlich Makellosen nicht Halt machte. „Nein Venus dürffte sich wohl nackend lassen sehen / Weil Momus schon vorlängst an ihr nichts können schmähen / Als die gehörnten schuh.“ Aufgrund seiner Kritiksucht wurde er schließlich von Zeus aus dem Olymp geworfen. Das wurde aber z. B. vom aufklärerischen Publizisten Gottlieb Wilhelm Rabener als Fehler kommentiert: „Die Goetter würden ohne den Momus einen sehr unvollkommenen Himmel gehabt haben. Es war jemand unter ihnen noethig, vor dessen Begierde, Boeses zu reden, sie sich scheuen mussten. Ihr Umgang würde endlich zu schlaefrig geworden seyn; sie würden zu wenig auf sich selbst Acht gegeben haben.“ Sein tradiertes Profil lautet daher: „Unter der grossen Menge der Götter/ welche die Heyden jhnen selber erdichtet/ findet sich auch einer/ mit Namen Momus, von welchem die Poeten fabuliren/ er sey ein solcher Gott/ der von dem Schlaf als Vattern erzeuget/ und von der Nacht/ als der Mutter gebohren/ der habe sich niemalen unterstanden/ selbsten etwas zu thun/ anzustellen und zu verrichten/ aber aller anderer Götter Werck/ Arbeit und Geschäfft hab er für witzig beschauet/ verspöttelt/ getadelt und verächtlich durch die Hechel gezogen/ und wo er gemeint/ daß etwas vergessen worden/ oder daß etwas übel gemacht und gerathen/ hab er das alles frey und ohne Scheu geurtheilt/ geandet und gestrafft.“
Ursache seines Spottes ist nach Aloys Blumauer folgendes Ereignis: „Der alte Momus, der bisher/ Am Hof des Vater Jupiter/ Den Tischhanswursten spielte,/ Als er einst Junons Möpschen stieß,/ Bekam von ihm solch einen Biß,/ Daß er vor Schmerzen brüllte./ Und weil das Hündchen wüthig war,/ So ward es auch der arme Narr,/ Es schwoll ihm Mund und Kehle;/ Und jedes Wörtchen, das er sprach,/ Ward auf der Zunge Gift, und stach/ Die Götter in die Seele.“
Sein Tadel wurde seit der Barockzeit schnell zum sprichwörtlichen Maßstab, so bei Johann Hermann Benner: „Seine Anstalten sind so regelmäßig und unschuldig, daß sie der Momus nicht tadeln kan.“ Auch der Aufklärer Barthold Heinrich Brockes bezieht sich auf ihn in seinen Moralischen Gedichten (1736): „Mit deinem Einwurff kommst du mir, Geliebter Freund, als wie der Momus, für, Der, eh’ er uns vollkommen halten sollte; Am Menschen Fenster haben wollte.“

## Ikonographie
Die antike Schilderung wird von Joachim von Sandrart in einem Kupferstich zusammengefasst und so beschrieben: „Momus ist ein Gott der repraehension, und der lästerlichen Schmachreden / ein Sohn des Traums und der Nacht / von unförmlicher und heßlicher Gestalt / ihme selbst und jederman zuwider / verachtet alle Künst und gute Gesetze / bespottet solche / schlägt drein / und bellet jedermann / wie ein böser Hund / an.“ Mit der Darstellung in Leonard Defraines La Mythologie en Estampes verschmelzen die verschiedenen Darstellungen des Momus verallgemeinert zum Narr. Die Maske vor dem Gesicht entfällt immer öfter und wird durch die Schellenkappe ersetzt. Es bleibt als Symbol seiner Torheit die Marotte in der Hand. Auf dem „Narrenzepter“, auch „Narrenkolben“ genannt, soll die Fratze den hässlichen Momus darstellen. Im Deutschen Sprichwörter-Lexikon heißt es dazu: „Narrenkolben (…) ein kurzer Stock mit einem ausgeschnittenen Fratzengesicht und einer Schellenkappe … womit man die Narrheit und den Gott des Tadels und Spottes (Momus) abbildet…“

## Rezeption
Bereits in der Frührenaissance ist Momus ein Muster für unverblümte Kritik, so 1440 bei dem Genueser Architekturkritiker Leon Battista Alberti, der in der politischen Fabel Momus o del principe seine Erfahrungen als Mitarbeiter von Papst Eugen IV. und Architekt der Fürsten und deren Überheblïchkeiten mit Dialogen verarbeitet, „bei deren Lektüre das Lachen für wahr im Halse steckenbleibt“.
Für den italienischen Philosophen Giordano Bruno, der als Ketzer auf dem Scheiterhaufen endete, war Momus das Vorbild für die Kritik an den Mächtigen, für die er in Spaccio de la bestia trionfante (1584) fordert, es möge an Stelle die Vergnügungen der Götter „die Verkündigung der Wahrheit‚ der Tyrannenmord, der Eifer für das Vaterland und die eigenen Angelegenheiten, die unermüdliche Wachsamkeit und Sorge für den Staat“ (Dritter Dialog) treten. Der Hofnarr der Götterwelt wird so zu einem quasi-atheistischen, jedenfalls bösartigen Zyniker.
Die Verschlüsselung der Kritik an Adel und Hofstaat auf die Herrscher der Götterwelt und Momus als Fürsprecher der Beherrschten findet sich auch beim englischen Dramatiker John Dryden. In The Secular Masque (1700) müssen sich die Götter ihre Arroganz und die Nutzlosigkeit ihres Zeitvertriebes vorhalten lassen. Aus der Sicht des Spötters haben weder die Jagd (Diana), noch Krieg (Mars), aber vor allem die Liebe (Venus) Anspruch auf dauerhafte Wertschätzung.
Für den Freiburger ‚Professor der Schönen Künsten‘ Johann Georg Jacobi ist Momus auch ein scharfer Beobachter der Kultur der Weltenbürger, wenn er seinem ‚Chef‘ Jupiter zeigen soll „was nun sein Erdenvölkchen machte“ und dafür aus seiner Sammelkiste der Narreteien allerlei Zeitgenössisches herauszieht: „Doktor Faust mit seinen Teufeln,/ Und Robinson auf seiner Fahrt;/ Am schattenvollen Traubenhügel/ Anakreons gesalbter Bart:/ Candide, Solon, Eulenspiegel,/ Confucius und Aretin,/ Und Schwedenborg und Harlekin/ Aus einem Ey hervorgekrochen;/ Der Eremit bey Todtenknochen;/ Armida bey Rinaldens Kuß;/ Und endlich machten den Beschluß/ Chymisten, Critiker, Propheten,/ Druiden, Zauberer, Poeten.“
Der Leipziger Hofrat und Gelehrte Johann Burckhardt Mencke verstand sich als ‚Vernünfftiger Momus‘ und benutzte dessen (vermeintlich nur) satirischen Blick und die auch durch diesen gegeisselten Untugenden wie Prunksucht, Eitelkeit und Betrügereien auch für die entlarvende Betrachtung der typischen ‚Cavaliere und Frauenzimmer‘.
Der Name ‚Momus‘ gilt als Synonym für jede Form von Satire, so z. B. 1693 in Frühaufklärungsschrift Der unsinnige Momus. Anonym erschien 1762 Momus, Neuer und lustiger Mischmasch allen zum Vergnügen mit amüsanten, gelegentlich despektierlichen Miniaturen und Notizen, die diese Schrift 1816 auf die Liste der verbotenen Schriften brachte. Es gab auch regelmäßige Publikation wie Momus ridens, or comical remarks on the publick reports, eines der ersten wöchentlichen ‚Satire-Magazine‘ in London 1790–1791 oder Momus. Taschenbuch für Freunde des Scherzes und der Satyre.
Im Libretto Des Amours De Momus zeigt Joseph-François Duché de Vancy 1695 den Gott des Spottes von einer liebenswürdigeren Seite, da er mit dem hübschen Wassergott Palemon um die Gunst der Nymphe Melitte ringen muss, glücklicherweise legt die Dienerin der Göttin der Jugend Hébé auch Wert auf innere Werte.
Im scherzhaften Gedicht Der Streit zwischen Phoebus und Pan ist Momus lediglich ein ironischer Kommentator. Die weltlichen Bachkantate (BWV 201) Geschwinde, ihr wirbelnden Winde verschiebt sich seine Rolle zum kritischen Vorsprecher des Chors, „Der Unverstand und Unvernunft / Will jetzt der Weisheit Nachbar sein“.
Im Künstlerroman Scènes de la vie de bohème (1849) von Henri Murger ist der Treffpunkt der streitlustigen Künstler im Quartier Latin das Café Momus. Das Libretto zur Oper von Giacomo Puccini La Bohème (1896) greift den Stoff auf und verstärkt nach der Bühnenlogik die Eigenschaft dieses Spielortes, in dem im Café die meisten Dispute und Lästereien angesiedelt sind. Im Roman Stilpe (1897) von Otto Julius Bierbaum verehrt ein Pennäler-Zirkel als Helden gegen die Norm neben Momus auch „Mozart, Mirabeau, (…) Müsset, Mürger (sic!), Marat“ (S. 240) und gründen später ein Literatur- und Varieté-Theater Momus, das seinem Namenspaten folgend durch seine respektlosen, frechen Texte reüssieren soll (S. 360).
Unter dem Pseudonym Momos verfasste Walter Jens seit 1963 fast wöchentlich Fernsehkritiken für die Wochenzeitung Die Zeit.
Der schottische Blogger und Musiker Nicholas Currie veröffentlicht seit den 1990er Jahren seine „schrulligen“ und selbstironischen Lieder unter dem Pseudonym Momus.